# 1997 AX17
1997 AX17 är en asteroid i huvudbältet som upptäcktes den 15 januari 1997 av den japanska astronomen Takao Kobayashi vid Ōizumi-observatoriet.
Asteroiden har en diameter på ungefär 2 kilometer.